# رادوسلاوا اسلاوچوا
رادوسلاوا اسلاوچوا (بلغاری: Радослава Иванова Славчева؛ زادهٔ ۱۸ ژوئیهٔ ۱۹۸۴) بازیکن فوتبال اهل بلغارستان است.
وی همچنین در تیم ملی فوتبال Bulgaria بازی کرده‌است.